# Bernard Vidal-Contant
Bernard Vidal-Contant est un homme politique français né le 30 avril 1756 à Carcassonne (Aude) et mort le 18 février 1827 au même lieu.

## Biographie
Propriétaire à Carcassonne, il est député de l'Aude de 1813 à 1815.

## Sources
- « Bernard Vidal-Contant », dans Adolphe Robert et Gaston Cougny, Dictionnaire des parlementaires français, Edgar Bourloton, 1889-1891 [détail de l’édition]